# Satau
Satau é uma vila localizada no distrito de Chobe em Botswana. Possuía, em 2011, uma população estimada de 605 habitantes.